# Pirates of the Pines
Pirates of the Pines é um seriado estadunidense de 1928, gênero aventura e pirata, dirigido por J. C. Cook, em 10 capítulos, estrelado por George O'Hara e Rita Roma. Produzido pela Goodart e distribuído pela Trinity Pictures, veiculou nos cinemas estadunidenses a partir de 1 de setembro de 1928, quando foi apresentado o primeiro capítulo, Death’s Marathon.
Este seriado é considerado perdido.

## Elenco
- George O'Hara - John Markham
- Rita Roma
- Jack Mower
- Charles B. Middleton
- Sumner Getchell
- King Zany

## Capítulos
Fonte:
1. Death's Marathon
2. The Swirling Waters
3. The Ice Flood
4. Wages of Sin
5. Danger Ahead
6. Burning Barriers
7. Hands of Fate
8. Flaming Masts
9. Hurled Through Space
10. The Duel in Mid-Air